# Kastornoje
Kastornoje (russisch Касто́рное) ist eine Siedlung städtischen Typs in der Oblast Kursk in Russland mit 3848 Einwohnern (Stand 14. Oktober 2010).

## Geographie
Der Ort liegt gut 130 km Luftlinie östlich des Oblastverwaltungszentrums Kursk knapp 10 km von der Grenze zur Oblast Lipezk am linken Ufer des Olym.
Kastornoje ist Verwaltungszentrum des Rajons Kastorenski sowie Sitz und einzige Ortschaft der Stadtgemeinde (gorodskoje posselenije) Possjolok Kastornoje.

## Geschichte
Der Ort wurde 1590 erstmals urkundlich erwähnt. In Folge gehörte er zum Ujesd Semljansk des Gouvernements Woronesch.
Im Russischen Bürgerkrieg kam es im Herbst 1919 bei Kastornoje zu einer bedeutenden, zwei Wochen andauernden Schlacht zwischen der Roten Armee (darunter Truppenteile unter Semjon Budjonny) und weißen Truppen unter Anton Denikin.
Am 13. Juni 1934 wurde Kastornoje Verwaltungssitz eines neu geschaffenen, nach ihm benannten Rajons. Im Zweiten Weltkrieg war Kastornoje erneut Schauplatz schwerer Kämpfe. Nachdem der Ort Anfang Juli 1942 von der deutschen Wehrmacht während ihres Vorrückens auf Woronesch (siehe Fall Blau) okkupiert worden war, gelang es der Roten Armee in Weiterführung der erfolgreichen Operation Ostrogoschsk-Rossosch beim Versuch, große Teile der deutschen 2. Armee westlich von Woronesch einzukesseln, die Siedlung am 29. Januar 1943 zurückzuerobern.
Seit 1959 besitzt Kastornoje den Status einer Siedlung städtischen Typs.

### Bevölkerungsentwicklung
| Jahr | Einwohner |
| ---- | --------- |
| 1859 | 1105      |
| 1897 | 2112      |
| 1939 | 3357      |
| 1959 | 3475      |
| 1970 | 3447      |
| 1979 | 3575      |
| 1989 | 4562      |
| 2002 | 4492      |
| 2010 | 3848      |
| 2021 | 3461      |

Anmerkung: ab 1897 Volkszählungsdaten

## Verkehr
Bei Kastornoje kreuzen sich die auf diesem Abschnitt 1897 eröffnete und seit 1997 elektrifizierte Eisenbahnstrecke Moskau – Jelez – Waluiki mit dem Bahnhof Kastornaja-Wostotschnaja („Kastornaja Ost“, zentral gelegen) bei Kilometer 539 sowie die 1894 eröffnete Strecke Kursk – Woronesch mit dem Bahnhof Kastornaja-Kurskaja („Kastornaja Kursker Bahnhof“) bei Kilometer 147, im Westteil des Ortes.
Durch die Siedlung verläuft die Regionalstraße 38K-012, die 30 km südwestlich von der föderalen Fernstraße R298 Kursk – Woronesch – Borissoglebsk abzweigt und weiter einige Kilometer nach Norden bis in die Siedlung Zwetotschny führt. Nach Westen folgt die 38K-016 der Bahnstrecke über die Rajonzentren Kschenski, Tscheremissinowo und Schtschigry bis Kursk.